# سویونوش آقا
سویونوش آقا (ترکی آذربایجانی: Suyunush-Aga) یک منطقهٔ مسکونی در جمهوری آرتساخ است که در استان کاشاتاق واقع شده‌است.